# Chrosioderma havia
Chrosioderma havia är en spindelart som beskrevs av Silva 2005. Chrosioderma havia ingår i släktet Chrosioderma och familjen jättekrabbspindlar.
Artens utbredningsområde är Madagaskar. Inga underarter finns listade i Catalogue of Life.